# نخست‌وزیری محمد مصدق
نخست‌وزیریِ محمد مصدق از اردیبهشت ۱۳۳۰ تا مرداد ۱۳۳۲ شمسی طول کشید که در نهایت با کودتای ۲۸ مرداد دولت وی در ۲۸ مرداد ۱۳۳۲ ش/ ۱۹ اوت ۱۹۵۳ سقوط کرد.
در سال ۱۳۲۲ ملی‌گرایان در محمد مصدق ۶۵ ساله که به علت مخالفتش با رضاشاه در زمان پادشاهی او در تبعید به سر می‌برد، رهبر تازه‌ای برای خود یافتند. در مهر ۱۳۲۳ مصدق در نطق مجلس خود دربارهٔ «موازنهٔ منفی» این طرح را پیشنهاد کرد که تا نیروهای بیگانه در ایران وجود دارد نباید به هیچ دولت خارجی امتیاز استخراج نفت داده شود. در آبان ۱۳۲۸ وی جبههٔ ملی را تشکیل داد که نهضتی بود متشکل از ملی‌گرایان و روشنفکران چپ غیر توده‌ای و زمینداران و رؤسای عشایر و اقوام و بازرگانان، هر یک از این گروه‌ها برای خود دلیل خاصی جهت ترسیدن از بازگشت دیکتاتوری سلطنتی داشت.
ضعف عمدهٔ جبههٔ ملی ایران در آن بود که پس از رسیدن به هدف خود با ملی کردن صنعت نفت دیگر اندیشه‌ای نداشت و در آن نکوشید که به اصلاحات اجتماعی و اقتصادی توجه کند.

## دورهٔ اوّل

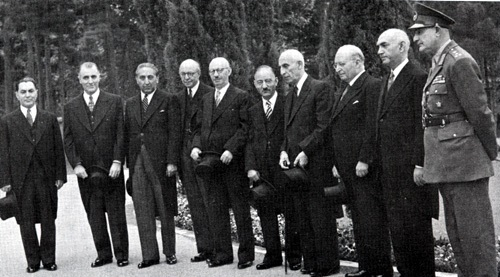
محمد مصدق در جمع همکارانش

انتخاب شدن مصدق در اردیبهشت ۱۳۳۰ کانون توجه را از مجلس به نخست‌وزیر و خیابان‌ها که منبع اصلی قدرت برای جبههٔ ملی بود، منتقل کرد. آن طور که روزنامهٔ سلطنت طلب «اطلاعات» شکوه می‌کرد، مصدق برای وارد آوردن فشار بر مخالفان و از این طریق، «زیر نفوذ آوردن مجلس» پیوسته به تظاهرات خیابانی متوسل می‌شد. همچنین جمال‌امامی از مخالفان دکتر مصدق از تالار مجلس اعتراض می‌کرد:
سیاستمداری به سیاست خیابانی تبدیل شده‌است. به نظر می‌رسد که این کشور غیر از راه انداختن میتینگ‌های خیابانی کار بهتری نمی‌تواند انجام دهد. امروز هر جا را که نگاه می‌کنی میتینگ است. میتینگ به این مناسبت، به آن مناسبت و هر مناسبتی، میتینگ دانشجویان دانشگاه، دانش‌آموزان دبیرستان، بچه‌های هفت ساله، حتی شش ساله، از دست این متینگ‌های خیابانی خسته و عاجز شده‌ام.
هر چند مصدق پیوسته به مردم رجوع می‌کرد، ترکیب نخستین کابینه اش به‌طور چشمگیری محافظه کارانه بود. اگرچه برخی از جمله وزارتخانه‌های مهم مانند امور خارجه را به کارمندان عالی‌رتبه هوادار جبهه ملی سپرد اما چهار پست دیگر، از جمله وزارت جنگ و وزارت کشور را به طرفداران دربار واگذاشت. این امر فوراً خصومت فدائیان اسلام را برانگیخت و حکومت را به سبب بی اعتنایی به شرع و خودداری از آزاد کردن ضارب رزم آرا مورد حمله قرار دادند و کوشیدند حسین فاطمی، معاون ویژه نخست‌وزیر را به قتل برسانند. از سوی دیگر، کاشانی، به رهبران فدائیان اسلام گفت که «مسئله نفت» راباید بر همه مسائل دیگر مقدم دارند و به مردم اعلام کرد مادام که جبهه ملی به «مبارزه مقدس و ملی با انگلیس» ادامه دهد، از مصدق کاملاً حمایت خواهد کرد.

### نفت
همان‌طور که انتظار می‌رفت، مصدق نخست به مسئله نفت پرداخت. دکتر مصدق در کتاب خاطرات خود می‌گوید: «پیشنهاد ملی‌شدن صنعت نفت در سراسر کشور ابتکار شادروان دکتر حسین فاطمی بود… با پیشنهاد و نظریات آن شادروان موافقت نمودم و قرار شد که ایشان پیشنهاد خود را در جلسه نمایندگان جبهه ملی بدهند و ببینم نظر دیگران چیست. در جلسه‌ای که در خانه آقای نریمان تشکیل شد، دکتر فاطمی پیشنهاد خود را مطرح [کرد] و تصویب شد.» در ۲۹ اسفند ۱۳۲۹ ملی شدن صنعت نفت مراحل نهایی تصویب خود را طی کرد و در اردیبهشت ۱۳۳۰، محمد مصدق تشکیل دولت داد. او چند روز پس از تصدی، مجلس را واداشت تا چهار نماینده جبهه ملی را به عضویت کمیته پنج نفره مأمور کمک به حکومت در اجرای قانون ملی کردن نفت، انتخاب کنند و هیئتی را به ریاست مهدی بازرگان برای اجرای ملی شدن نفت و تحویل گرفتن تأسیسات نفتی از شرکت نفت ایران و انگلیس به خوزستان فرستاد. در تیرماه چون شرکت نفت تهدید کرد که کارکنانش را بیرون می‌برد و به صاحبان نفتکشها اخطار کرد که نفت خریداری شده از حکومت ایران مورد قبول بازار جهانی نخواهد بود، مصدق مذاکرات را قطع کرد و روشن کرد که حکومت اصل ملی کردن را حتی اگر هم عملاً تحقق نیافته باشد خواهد پذیرفت، در شهریور ماه، شرکت تکنسینهایش را بیرون برد و تأسیسات نفتی را تعطیل کرد. در همین حال حکومت انگلیس به تقویت ناوگان دریایی خود در خلیج فارس پرداخت و از ایران به شورای امنیت سازمان ملل متحد شکایت کرد. در مهرماه، مصدق به نمایندگی از طرف ایران در دعوای مطروحه در شورای امنیت، به نیویورک رفت. وی در دریافت کمک مالی از بانک جهانی توفیق نیافت چون توصیه دی ماه ۱۳۳۰ معاون بانک جهانی ادامه وضعیت فروش نفت ایران تحت نظارت آن بانک به انگلستان به مدت دو سال تا تعیین تکلیف دعوای ایران و انگلستان بود. با ادامه دخالت انگلیس در سیاست داخلی ایران، مصدق همه کنسولگری‌های انگلیس را تعطیل کرد. بدین سان در اواخر سال ۱۳۳۰، مصدق درگیر یک بلوای بزرگ دیپلماتیک بود.

### مجلس دوره ۱۶
با اصلاح قانون اساسی توسط مجلس مؤسسان در ۱۳۲۸ حق انحلال مجلسین به شاه داده می‌شود. در دوره شانزدهم مجلس شورای ملی اولین دوره مجلس سنا نیز تشکیل می‌شود. تا آن زمان مجلس سنا هرگز تشکیل نشده بود. در مجلس‌های دو مجلسی، سنا اقلیت هستند و انتظار می‌رفت که طرفدار شاه باشند. انتخابات عمومی مجلس شورای ملی که اکثریت هستند در تیر ۱۳۲۸ شروع شد. در پی قالب کاری تصویب شده در قانون مشروطه ۱۲۸۵، شاه شروع به تعیین ۳۰ سناتور از ۶۰ سناتور کرد. در مقابل انتخاب سلطنت طلبان نزدیک به شاه توسط او، و نگرانی‌ها دربارهٔ تقلبش در انتخابات عمومی، محمد مصدق در ۲۴ مهر ۱۳۲۸ (۱۳ اکتبر ۱۹۴۹) از مردم درخواست اعتراض رسمی‌کرد. هزاران نفر از عمارت مصدق تا باغ کاخ سلطنتی راهپیمایی کردند. در آنجا، در یک نشست با وزیر امور داخله عبدالحسین هژیر، ۲۰ سیاستمدار مخالف به رهبری دکتر مصدق خواستار توقف مداخله شاه و ممانعت او از انتخابات آزاد شدند. بعد از سه روز تحصن مخالفان، آن‌ها از هژیر قول گرفتند که انتخابات به‌صورت منصفانه برگزار شود. در آنجا بلافاصله، کمیته ۲۰ نفره از ائتلاف جبهه ملی تشکیل شد. در مجلس دوره شانزدهم اعضای جبهه ملی به صورت گروه اقلیت وارد مجلس شدند.

### مصدق و انتخابات مجلس شورای ملی
با نخست‌وزیری مصدق، دور تازه‌ای از تعاملات بین نخست‌وزیر با مجلس آغاز شد که به زودی پایان یافت. تدارک انتخابات مجلس هفدهم مصدق را مجبور کرد که توجه خود را به سیاست داخلی معطوف دارد. او لایحهٔ ۱۳۲۳ خود دربارهٔ اصلاح انتخابات را همراه با اصلاحاتی تقدیم مجلس کرد. لایحهٔ جدید، دیگر بیسوادان را از رأی دادن محروم نمی‌کرد، اما برای باسوادان و بیسوادان حوزه‌های انتخاباتی جداگانه‌ای در نظر گرفته بود، و نمایندگی جمعیت شهرها، به‌ویژه تهران را به‌طور چشمگیری افزایش می‌داد. مخالفان برای رد کردن لایحه ائتلاف کردند؛ با این استدلال که لایحهٔ مزبور، «در مورد میهن‌پرستانی که چهل سال بود رای می‌دادند، به ناحق تبعیض روا خواهد داشت.» جبهه ملی نتوانست لایحه را به تصویب برساند، و در حالی وارد مبارزات انتخاباتی شد که اکنون نه‌تنها سلطنت‌طلبان و ارتش؛ که مالکان محافظه‌کار و خان‌های عشایر نیز در شمار رقبای آن محسوب می‌شدند. در شهرهای عمده، جبهه ملی بسیاری از کرسی‌ها را تصاحب کرد و در تهران که تعداد رأی‌دهندگان دو برابر انتخابات گذشته بود، همهٔ دوازده کرسی را به دست آورد، اما در بیشتر حوزه‌های خارج از تهران، و به‌خصوص نواحی روستایی، مخالفان توانستند با دخالت ارتش و خوانین محلی دست بالا داشته باشند.
مثلاً طاهری، سیاستمدار عمدهٔ طرفدار انگلیس در یزد، همکارش ملک مدنی در ملایر، ناصر و محمد ذوالفقاری در زادگاهشان زنجان، و امام جمعهٔ سلطنت‌طلبان تهران در اهر - واقع در شمال آذربایجان - برنده شدند. مصدق به محض انتخاب شدن هفتاد و نه نماینده – که برای تأمین حد نصاب پارلمانی کافی بود – رأی‌گیری را متوقف کرد.
مجلس هفدهم در بهمن ۱۳۳۰ افتتاح شد. از هفتاد و نه نماینده، سی نفر، یا عضو یا همراه جبهه ملی بودند. این نمایندگان شامل سنجابی و زیرک‌زاده از حزب ایران، بقایی از حزب زحمتکشان، کاشانی و قنات‌آبادی از جامعهٔ مجاهدین اسلام و هواداران غیرحزبی مصدق؛ چون شایگان، رضوی، نریمان، مکی، و حائرزاده و نیز خسرو و ناصر قشقایی بودند که پس از انتخاب شدن از فارس به آنان پیوستند. بسیاری از این سی تن جزو طبقات متوسط جدید و سنتی بودند. این گروه از چهار حقوقدان، چهار مهندس، سه روزنامه‌نگار، سه استاد دانشگاه، یک مورخ، و ده روحانی تشکیل می‌شد. چهل و نه نمایندهٔ دیگر که اغلب مالک بودند، به فراکسیون‌های سلطنت‌طلب و طرفدار انگلیس تقسیم می‌شدند.
سلطنت‌طلبان و محافظه‌کاران هوادار انگلستان، آیت الله کاشانی را به ریاست مجلس انتخاب کردند؛ از اعطای اختیارات ویژه به مصدق برای مقابله با بحران اقتصادی ناشی از کاهش سریع درآمد نفت خودداری کردند، و شروع به طرح نارضایی‌های شهرستان‌ها از پایتخت کردند. ملک مدنی با تکرار شعاری که حزب توده در اوایل دهه ۲۰ باب کرده بود، اعلام کرد: «ایران فقط تهران نیست؛ شهرستان‌ها نیز جزئی از ایران‌اند.» نماینده‌ای از گیلان مدعی شد که شیلات شمال، ارمنی‌ها، آسوری‌ها، آذری‌ها، تهرانی‌ها، و فقط معدودی گیلک را استخدام می‌کند. نماینده‌ای از بلوچستان اظهار کرد که «چون ادارات فقط به تهران نظر دارند، شهرستان‌ها ویرانه شده‌اند.» سلطنت‌طلبی برآورد کرد که شهر تهران دارای ۲۹ بیمارستان، ۲۸ داروخانه، ۴۶۸ پزشک، و ۸۷ دندانپزشک است؛ حال آنکه همه شهرستان‌ها جمعاً بیش از ۷۹ بیمارستان، ۳۸۶ داروخانه، ۴۵۲ پزشک، و ۲۸ دندانپزشک ندارند.

### جبهه ملی
هیئت مؤسس جبهه ملی ۱۹ نفر بودند که عبارت‌اند از: محمد مصدق، احمد ملکی (مدیر روزنامه ستاره)، محمدحسن کاویانی، کریم سنجابی، احمد زیرک‌زاده، عباس خلیلی (مدیر روزنامه اقدام)، عمیدی نوری (مدیر روزنامه داد)، سید علی شایگان، شمس الدین امیر علائی، سید محمود نریمان، ارسلان خلعتبری (شهردار تهران سال ۱۳۳۰)، غروی، ابوالحسن حائری‌زاده، حسین مکی، مظفر بقائی، عبدالقدیر آزاد، محمدرضا جلالی نائینی (مدیر روزنامه کشور)، حسین فاطمی، مشاراعظم.
با پیوستن حزب ایران و سازمان پان ایرانیست، حزب پان ایرانیست به رهبری پزشکپور، نهضت خداپرستان سوسیالیست (جمعیت آزادی مردم ایران) به رهبری حسین راضی و محمد نخشب و حزب ملت ایران به رهبری داریوش فروهر و بعدها برخی از هواداران خلیل ملکی، جبهه ملی به صورت مهم‌ترین سازمان سیاسی ملی‌گرای ایران در جریان نهضت ملی شدن نفت درآمد.
جبهه ملی از همین اوان، یک جنگ تبلیغاتی ضد اعیان زمیندار را آغاز کرد. نریمان گفت که «برای نیل به پیشرفت اجتماعی و استقلال ملی کامل، مردم باید قدرت را از طبقات برخوردار بازپس گیرند.» زیرک زاده اعلام داشت که «رده‌های بالای تشکیلات اداری را پشت میز نشین‌های فاسد اشغال کرده‌اند، اما رده‌های پائین را کارمندان درستکار و سختکوش تشکیل می‌دهند.» سیدجواد خلخالی یکی از همکاران کاشانی اظهار کرد که «از زمان انقلاب مشروطه دربارهٔ اصلاحات اجتماعی بسیار سخن گفته اما کم عمل شده‌است. سرانجام مردم، سخنگویی راستین به نام دکتر مصدق یافته‌اند که قادر به انجام اصلاحات، ریشه کن کردن فساد و کاستن از شکاف گسترده بین فقیر و غنی است.» و علی مدرس، دست پرورده شایگان، هشدار داد که کشمکش طبقاتی ملت را به خطر افکنده‌است:
علت اصلی بدبختی کشور ما وجود دو طبقه مشخص است. یکی انگلی اجتماعی است که در عیاشی، فساد و تبذیر سر می‌کند و دیگری طبقه‌ای است دستخوش گرسنگی، ستم و استثمار. اگر این وضع وخیم را درمان نکنیم، لاجرم تاریخ گریبانمان را خواهد گرفت و کشور ما را نابود خواهد کرد. تاریخ به ما می‌آموزد که سرکوب، استثمار و بیدادگری، دولت‌ها و ملت‌ها و امپراتوری‌ها را نابود می‌کند.

### استعفا
پس از پنج ماه مشاجرات پارلمانی، در ۲۵ تیر ۱۳۳۱ مصدق با توسل ناگهانی به حق قانونی نخست‌وزیری جهت تعیین وزیر جنگ، درگیری را به صورت جنجال ملی عظیمی درآورد؛ و چون شاه از پذیرفتن آن امتناع کرد، استعفا داد و بی‌آنکه به نمایندگان مجلس رجوع کند، مستقیماً با مردم تماس گرفت:
در جریان حوادث اخیر به این نتیجه رسیده‌ام که به وزیر جنگ قابل اعتمادی نیاز دارم که مأموریت ملی مرا ادامه دهد. چون اعلیحضرت درخواست مرا رد کرده‌است، پس تصمیم به استعفا دارم و هرکسی را که مورد اعتماد مقام سلطنت باشد، برای تشکیل حکومت جدید و انجام خواسته‌های شاهنشاه، تأیید خواهم کرد. در شرایط حاضر نهضتی که مردم ایران شروع کرده‌اند، نمی‌تواند به نتیجهٔ پیرومندانه‌ای نائل گردد.
برای نخستین بار، یک نخست‌وزیر از شاه به دلیل نقض قانون اساسی علناً انتقاد نموده، دربار را به سنگ‌اندازی در سر راه نهضت ملی متهم ساخته و جرئت کرده بود مشروطیت و قانون اساسی را مستقیماً در کشور به کار گیرد.
درخواست نخست‌وزیر انعکاس پرشوری یافت. نمایندگان سلطنت‌طلب و هواخواه انگلیس، قوام را با این امید واهی که حامیان پیشین خود را از اطراف مصدق جمع کند، به نخست‌وزیری برگزیدند، و در همین حال، جبههٔ ملی – با حمایت حزب توده – مردم را برای اعتراض، به اعتصاب و تظاهرات عمومی به طرفداری از مصدق دعوت کرد. کاشانی با لحنی شدیدتر از پیش، قوام را «دشمن دین، آزادی، و استقلال ملی» خواند. شاه نخست کوشید با توسل به ارتش با بحران مقابله کند، اما پس از ۵ روز تظاهرات عمومی، به سبب خون‌ریزی و بروز علائم اختلاف در ارتش، عقب نشست و از مصدق خواست حکومت جدیدی تشکیل دهد. مصدق به سهولت پیروز شده بود. این پیروزی به نام قیام ۳۰ تیر در تاریخ ایران ثبت شد.
در شورش‌های تیرماه، اعتصاب‌های عظیمی در همهٔ شهرهای عمدهٔ کشور به راه افتاد و بیش از ۲۵۰ تظاهرکننده در تهران، همدان، اهواز، اصفهان، و کرمانشاه کشته یا به سختی زخمی شدند. شدیدترین درگیری‌ها در تهران رخ داد. بحران در ۲۵ تیر در بازار تهران به محض اینکه خبر کناره‌گیری مصدق به بازار رسید، آغاز شد. اصناف اصلی بازار با تعطیلی مغازه‌ها در مرکز اصلی بازار گرد آمدند و مردم را به تظاهرات روز بعد در برابر مجلس فراخواندند. صبح روز بعد با راه افتادن جماعت عظیمی از بازار به سوی مجلس، کارمندان دولت، کارگران راه‌آهن، و رانندگان اتوبوس دست از کار کشیدند. جبههٔ ملی هم سراسر کشور را در ۳۰ تیر به اعتصاب دعوت کرد. چند ساعت بعد، حزب توده نیز در ۳۰ تیر هوادارانش را به اعتصاب عمومی و راهپیمایی فراخواند. روز موعود با سکوت شومی شروع شد؛ در حالی که در سراسر شهر- حتی شمال اعیان‌نشین – حرکتی نبود، طوفان زمانی آغاز شد که تانک‌های ارتشی راه را بر جماعتی که به سوی مجلس روان بودند، بست. تا ۵ ساعت بعد، شهر دستخوش آشوب بود. یکی از برادران شاه چون راننده‌اش به اشتباه به سوی جماعتی خشمگین راند، نزدیک بود کشته شود، و به سوی یکی از نمایندگان هوادار مصدق که سعی کرده بود تظاهرکنندگان تحریک‌شده را مطمئن سازد که قضیه با مسالمت قابل حل است، سنگ پرتاب شد. هنگامی که مأموران پلیس تهران لباس‌های خود را کندند و مخفی شدند، ۶۰۰ زندانی که در تظاهرات چهار روز پیش بازداشت شده بودند، از زندان فرار کردند.
پس از ۵ ساعت تیراندازی، فرماندهان ارتشی با هراس از طغیان سربازان، دستور بازگشت به پادگان‌ها را صادر کردند و شهر را به تظاهرکنندگان معترض واگذاشتند. یک کمیتهٔ پارلمانی که مسئول بررسی حوادث ۳۰ تیر شده بود، نشان داد که خونین‌ترین درگیری‌ها در چهار نقطهٔ جداگانه: در بازار، به‌ویژه راستهٔ بزازان، بقالان، و آهنگران، که تظاهرکنندگان «امام حسین» گویان با ارتش درگیر شده بودند؛ در مناطق کارگری شرق تهران، به‌ویژه نزدیک مغازه‌های میدان راه‌آهن و کارخانه‌ها؛ در فاصلهٔ دانشگاه تا مجلس و میدان مجلس (بهارستان) که محل سنتی برگزاری تظاهرات بود، روی داده بود. از ۲۹ نفری که در تهران کشته شده بودند، شغل ۱۹ نفر بعداً اعلام شد که شامل ۴ کارگر، ۳ راننده، ۲ پیشه‌ور، ۲ شاگرد مغازه، یک دستفروش، یک خیاط، یک دانشجو، و یک سلمانی بود.

## دورهٔ دوّم
مصدق در پی پیروزی اش ضرباتی پشت سر هم، نه فقط به شاه و ارتش، بلکه به اعیان زمیندار و مجلسین نیز، وارد آورد. سلطنت طلبان را از کابینه اخراج کرد و وزارت جنگ را خود عهده‌دار شد. حوادث ۳۰ تیر را «قیام ملی» و قربانیان را «شهدای ملی» خواند. املاک رضاشاه را به تصرف دولت درآورد؛ بودجه دربار را قطع کرد و به وزارت بهداری اختصاص داد؛ مؤسسات خیریه دربار را تحت نظارت دولت قرار داد؛ ابولقاسم امینی را وزیر دربار کرد؛ تماس مستقیم شاه با دیپلمات‌های بیگانه را ممنوع ساخت؛ اشرف، خواهر توامان شاه را که فعالیت سیاسی داشت، مجبور به ترک کشور کرد و از اقدام علیه نشریات حزب توده که دربار را مرکز فساد، خیانت و جاسوسی نامیدند، خودداری ورزید. در واقع، خود وی مالاً دربار را به ادامه دخالت در سیاست متهم ساخت و یک کمیته ویژه پارلمانی را مأمور بررسی مسائل قانونی بین کابینه و شاه کرد. این کمیته گزارش داد که قوانین مشروطه وظایف نظامی را در صلاحیت حکومت دانسته‌است، نه شاه. تا اردیبهشت ۱۳۳۲، شاه همه قدرتی را که از شهریور ۲۰ برای آن جنگیده و به چنگ آورده بود، از دست داد.
برنامه‌های دولت او برای رأی اعتماد به این شرح اعلام شد :
سیاست خارجی دولت مبتنی بر منشور ملل متحد و تقویت این سازمان بین‌المللی و دوستی با کلیه دول و احترام متقابل نسبت به همه ملل می‌باشد و در سیاست داخلی نظر به اوضاع و احوال فعلی اصلاحاتی در امور کشور ضرورت دارد که مواد آن را به شرح ذیل تقدیم داشته و درخواست تصویب آن را دارد:
1. اصلاح قانون انتخابات مجلس شورای ملی و شهرداریها.
2. اصلاح امور مالی و تعدیل بودجه به وسیله تقلیل در مخارج و برقراری مالیات‌های مستقیم و در صورت لزوم مالیات‌های غیر مستقیم.
3. اصلاح امور اقتصادی به وسیله افزایش تولید و ایجاد کار و اصلاح قوانین پولی و بانکی.
4. بهره‌برداری از معادن نفت کشور.
5. اصلاح سازمانهای اداری و قوانین استخدام کشوری و قضایی.
6. ایجاد شورای محلی در دهات به منظور اصلاحات اجتماعی و تأمین مخارج این اصلاحات به وسیله وضع عوارض.
7. اصلاح قوانین دادگستری.
8. اصلاح قانون مطبوعات.
9. اصلاحات امور فرهنگی و بهداشتی و وسائل ارتباطی.

### کنترل ارتش
مصدق نام وزارت جنگ را به وزارت دفاع تغییر داد؛ بودجه نظامی را تا ۱۵ درصد کاهش داد و اعلام داشت که کشور در آینده فقط تجهیزات دفاعی خریداری خواهد کرد. علاوه بر این، سرلشکر وثوق، خویشاوند خود و برادرزادهٔ قوام را به معاونت وزارت دفاع گماشت؛ ۱۵۰۰۰ نفر را از ارتش به ژاندارمری منتقل کرد و بودجه سرویس‌های محرمانه را سخت کاهش داد. وی همچنین دو کمیسیون تحقیق تشکیل داد: یکی زیر نظر وزیر دارایی برای رسیدگی به اتهامات فساد در جریان خرید تسلیحات؛ و دیگری زیر نظر کابینه برای بررسی سوابق ترفیعات نظامی. از این‌ها گذشته، سخن از انقضای کار هیئت نظامی آمریکا راند؛ ۱۲۶ افسر، شامل ۱۵ تیمسار را از ارتش تصفیه کرد یا گماشتن چند افسر مورد اعتماد در مقامات بالا، قانون حکومت نظامی را در مورد مخالفان سیاسی اش اعمال کرد. یک وزیر جنگ سابق، که در مجلس سنا متحصن شده بود، قانون حکومت نظامی را «مخالف قانون اساسی» دانست و حکومت را به «ایجاد جنگ طبقاتی» متهم کرد.

### ضربه به غیر نظامیان
ضرباتی هم بر مخالفان غیرنظامی وارد آمد، به همان میزان شدید بود. مصدق تا ۶ ماه از مجلس اختیارات فوق‌العاده گرفت تا قوانین لازم نه فقط برای گشایش مالی بلکه برای اصلاحات انتخاباتی، حقوقی و آموزشی را وضع و اجرا کند. وی در پایان شش ماه، موفق شد مجلس را به تمدید اختیارات فوق‌العاده تا ۱۲ ماه دیگر قانع سازد. مصدق با این اختیارات، قانون اصلاحات ارضی را وضع کرد که طی آن در روستاها انجمنهای ده به وجود آمد و سهم کشاورزان از محصول سالانه تا ۱۵ درصد افزایش یافت. همچنین قانون مالیاتی جدیدی تهیه کرد که بار مالیات را از دوش مصرف‌کنندگان کم‌درآمد برداشت و نیز به وزیران دادگستری، کشور و فرهنگ دستور داد در ساختار حقوقی، انتخاباتی و آموزشی اصلاحات کلی انجام دهند. چون مجلس سنا به این اصلاحات اعتراض کرد، جبهه ملی سنا را یک «باشگاه اشرافی نامید که ناقض روح مساوات طلبانه انقلاب مشروطه» است و با گذراندن قانونی از مجلس شورای ملی که مدت نمایندگی سنا را از ۶ سال به ۲ سال کاهش داد، آن را منحل کرد. همین‌طور، چون مخالفان در مجلس شورای ملی کم‌کم جرئت مقابله یافتند، نمایندگان جبهه ملی یکجا استعفا دادند و پارلمان را از حد نصاب اکثریت ساقط و در نتیجه مجلس هفدهم را منحل کردند. مصدق برای قانون کردن انحلال مجلس – با حمایت حزب توده – در مرداد ۱۳۳۲ رفراندوم ملی ترتیب داد:
فقط مردم ایران – و نه کس دیگری – حق دارند در این خصوص قضاوت کنند؛ زیرا مردم ایران بودند که قانون اساسی ما، مشروطیت ما، مجلس ما و دولت ما را به وجود آوردند. باید به یاد داشته باشیم که قوانین برای مردم درست شده‌اند، نه مردم برای قوانین، ملت حق دارد نظرش را بیان کند و اگر بخواهد، قوانینش را تغییر دهد. در یک کشور دموکراتیک و مشروطه، ملت حاکم مطلق است.

مصدق، حقوقدان مشروطه که قوانین اساسی ضد شاه را دقیقاً نقل کرده بود، اکنون با نادیده گرفتن همان قوانین به نظریه اراده عمومی متوسل می‌شد. این اشرافی لیبرال که در گذشته به طبقه متوسط رو می‌کرد، حال طبقات پائین‌تر را برمی‌انگیخت. این اصلاح طلب میانه‌رو که محروم کردن بیسوادان از رأی دادن را پیشنهاد کرده بود، اکنون جویای تحسین توده‌ها شد. برای تضمین پیروزی در رأی‌گیری، در نقاط مختلف صندوق‌های رأی مثبت و منفی قرار داده شد. همان‌طور که انتظار می‌رفت، مصدق با اکثریت زیادی رأی اعتماد کسب کرد و بیش از ۲۰۴۳۳۰۰ رأی از ۲۰۴۴۶۰۰ رأی اخذ شده در سراسر کشور و ۱۰۱۳۹۶ رأی از ۱۰۱۴۶۳ رأی اخذ شده در پایتخت را به دست آورد.
به این ترتیب، تا اواخر مرداد ۱۳۳۲، به نظر می‌آمد که مصدق تسلط کامل بر اوضاع را در دست دارد. او طرفدارانش را در کابینه و ادارات گماشته بود. نفوذ نظامی، مالی و سیاسی دربار را از میان برده، شاه را به مقامی تشریفاتی تبدیل کرده و بدین وسیله در مبارزه قانون اساسی ضد شاه که قوام در آن ناکام مانده بود، پیروز شده بود. علاوه بر این با انحلال مجلسین، تدوین قانون اصلاحات ارضی و مراجعه مستقیم بر مردم، به اشراف مخالف ضربه زده بود. از آن گذشته، شرکت نفت ایران و انگلیس را ملی کرده، شیلات شمال را از دست شوروی‌ها گرفته و بدین سان سیاست «موازنه منفی» را به انجام رسانده بود. به نظر می‌آمد که ایران چون بسیاری از کشورهای دیگر آسیایی، راه جمهوریت، بی‌طرفی. رادیکالیسم طبقه متوسط را در پیش گرفته‌است. از سال ۱۳۰۴ به این سو هرگز نخست‌وزیر چنین مقتدر و شاه چنان بی قدرت نبود.
وی در عین کسب پیروزی‌های جدید، متحدان قدیم خود را از دست داد. در عین آنکه وعده اصلاحات اجتماعی وسیع تری می‌داد، بین کاهش شدید درآمد نفت، افزایش بیکاری و ترقی قیمت ارزاق گرفتار بود و در همان حال که رفراندوم برگزار می‌کرد، پیشاپیش – بی‌آنکه خود بداند – در معرض شبیخون گروهی از افسران ارتش بود که یک هفته بعد ناگهان او را ساقط کردند و قدرت را به شاه بازگرداندند. توفیق آسان این کودتا را با ۲ عامل می‌توان توضیح داد: شکاف وسیع بین طبقه متوسط و سنتی در درون جبهه ملی و بیگانگی فزاینده افسران ارشد از سازمان کشوری.

### جبهه ملی
جبهه ملی به رغم اختلافات داخلی، مادام که انگلیس و شاه خطر تهدیدکننده بودند، در ظاهر همچنان متحد ماند. علاوه بر این، مصدق تا ۳۰ تیر، برای جلب هر دو جناح سیاسی سنتی و متجدد نهضت ملی سعی زیادی کرد.
با این حال، هنگامی که مصدق با یقین به اینکه شاه را شکست داده و از انگلیس خلع ید کرده‌است، تغییرات اساسی اجتماعی را پی گرفت، جناح سنتی به تدریج کنار کشید. زمانی که مصدق وزارت کشور، کشاورزی و راه را به رهبران حزب ایران، حزبی غیرمذهبی، وزارت دادگستری را به عبدالعلی لطفی، و وزارت فرهنگ را به دکتر مهدی آذر، استاد دانشگاه اهل آذربایجان هوادار حزب توده واگذار کرد، قنات آبادی و دیگر رهبران روحانی جبهه ملی ترس محتاطانه خود را از آینده بیان کردند. چون وزیر راه پیشنهاد ملی کردن شرکت‌های مسافربری تهران را مطرح کرد، مکی اخطار کرد که این عمل راه را بر دولت هموار خواهد کرد تا صفوف کوچک، حتی خواربارفروشان را نیز به دست گیرد: «آخرش مثل اتحاد شوروی می‌شویم که همه چیز دست دولت است و مردم چیزی ندارند. به هر حال، همه ما خوب می‌دانیم که اداره‌ای‌های ما تاجران خوبی نیستند.» وقتی که وزیر اقتصاد سعی کرد قیمت ارزاق را با دایر کردن نانوایی‌های جدید پائین آورد، اصناف بازار – به تشویق کاشانی – اعتراض کردند که حکومت حق ندارد در بازار آزاد دخالت کند. آنگاه که وزیر پست و تلگراف و تلفن توصیه کرد که شرکت‌های تلفن ملی شوند، کاشانی از مشترکان خواست که طوماری در مخالفت تهیه کنند و حائری زاده اعلام داشت که اسلام حامی مالکیت خصوصی است و مصادره را منع کرده‌است. موقعی که مشاوران مصدق پیشنهاد کردند که با توجه به روح قانون مشروطه که همه آحاد ملت را برابر می‌داند به زنان حق رأی داده شود، علما با حمایت طلاب و رؤسای اصناف اعتراض کردند که «قوانین شرع مسلماً رای را فقط مختص مردان قرار داده‌است.» کاشانی تأکید کرد که: «حکومت باید از رای دادن زنان جلوگیری کند؛ برای اینکه زنها باید در خانه بمانند و وظیفه حقیقی خود را که بچه بزرگ کردن است، انجام دهند.» یک نماینده روحانی اظهار داشت که قوانین موجود حمایت لازم را از زنان انجام می‌دهند و هشدار داد که هر تغییری در این خصوص، موجب بی‌ثباتی سیاسی، انحطاط مذهبی و هرج و مرج اجتماعی می‌شود. چون طلاب قم برای اعتراض به اعطای حق رأی به زنان، به خیابان‌ها ریختند، یک نفر از تظاهرکنندگان کشته شد و ده تن به‌شدت زخمی شدند.

### درگیری بین جناح‌ها
درگیری بین جناح‌های متجدد و سنتی جبهه ملی با درخواست مصدق از مجلس در مورد دوازده ماه تمدید اختیارات فوق‌العاده برای خود، به اوج رسید. بسیاری از نمایندگان روحانی ضمن مخالفت با این درخواست، از جبهه ملی کناره گرفتند و خود «فراکسیون اسلام» را تشکیل دادند. کاشانی اختیارات فوق‌العاده را «دیکتاتوری» نامید؛ به روزنامه‌نگاران خارجی اطلاع داد که دموکراسی واقعی در ایران مستلزم اجرای صادقانه شرع اسلام است و به بهبهانی، آیت‌الله سلطنت طلب گفت که «مشاوران چپ‌گرای مصدق امنیت ملی را به خطر می‌اندازند.» قنات آبادی اعلام کرد که وزاری دادگستری و فرهنگ به جای کارمندان مسلمان خوب «ملحدان دست نشانده کرملین» را جایگزین می‌کنند. او افزود که وی همیشه به حزب ایران به سبب اتحاد با حزب توده در سال ۱۳۲۵، مشکوک بوده‌است و گفت که «روشهای دیکتاتوری حکومت، ایران را به صورت زندان بزرگی درمی‌آورد.» نماینده روحانی دیگری ناگهان کشف کرد که رساله دکترای مصدق که ۳۵ سال پیش در سوئیس نوشته شده بود، محتوی نگرش‌های شدید غیرمذهبی و ضد روحانیت است. حائری‌زاده، مصدق را آنگونه اشرافی که در سال ۱۲۹۹ به علت ارتباطات خود با انگلیسی‌ها والی فارس بوده‌است، نامید: «در آغاز که جبهه ملی را تشکیل دادیم، کسی فکر نمی‌کرد به کسی کمک خواهیم کرد که کشور ما را با نزاع طبقاتی نابود می‌کند.» همچنین بقایی، مصدق را با هیتلر مقایسه کرد، ارتش را به مثابه «سدی در برابر کمونیسم» ستود و اعلام کرد که هوادار قیام ملی است، نه «انقلاب اجتماعی». بقایی هنگام جدا شدن از مصدق، خلیل ملکی را نیز از حزب زحمتکشان خود اخراج کرد، به این بهانه که مبلغ مارکسیسم است و از حکومت دیکتاتوری حمایت می‌کند.
خلیل ملکی با اخراج شدن از حزب زحمتکشان، سازمان جدیدی تشکیل داد که به نام روزنامه‌اش، نیروی سوم نامید و بی‌درنگ حمایت بخش‌های جوانان و زنان حزب زحمتکشان را جلب کرد. نیروی سوم با حمایت کامل از مصدق، بقایی را همدست «عناصر وطن فروش» نامید؛ با دخالت دین در سیاست مخالفت کرد و هشدار داد که حزب توده همچنان «کورکورانه مطیع کرملین» است. نیروی سوم همچنین مارکسیسم را به عنوان ابزار مفیدی برای تحلیل جامعه ستود؛ به اعضای حزب توصیه کرد جامعه‌شناسی را از الهیات تفکیک کنند و مارکسیسم را با فلسفهٔ اخلاقی در نیامی‌زند و خواهان «انقلاب دموکراتیک اجتماعی» شد که می‌توانست اصلاحات وسیع، از جمله تقسیم اراضی و حق رأی زنان را میسر سازد.

### حزب ایران
حزب ایران نیز طرفدار مصدق بود. این حزب همچنان بر بی‌طرفی، ناسیونالیسم و سوسیالیسم تأکید می‌ورزید. حزب ایران معتقد بود که «اسلام دارای چنان قداست مذهبی است که نباید با مسئله آب و نان و سیاست روزمره آلوده شود.» همچنین بقایی را متهم کرد که جویای کمک نظامی برای تشکیل دار و دسته‌های مسلح و «اتحادیه‌های باج‌گیر» و نیز کاشانی را «ملای سیاسی» و جداشدگان دیگر، به ویژه قنات‌آبادی، ملکی و حائری‌زاده را «خودپرست» نامید که بر آن بودند تا وزراتخانه‌ها را از دوستان و خویشان خود پر کنند.
بدین سان تا مرداد ۱۳۳۲ تضاد نهفته بین طبقه متوسط سنتی و جدید به صورت علنی درآمده بود. مصدق با جانبداری از طبقهٔ متوسط متجدد، حمایت ۳ گروه را که نماینده بازار بودند ح یعنی جامعهٔ مجاهدین اسلام، حزب زحمتکشان و فدائیان اسلام - از دست داده، اما پشتیبانی ۳ سازمان نمایندهٔ روشنفکران - حزب ایران، حزب ملت ایران و نیروی سوم - و نیز مشاوران رادیکالی چون فاطمی، شایگان و رضوی را همچنان حفظ کرده بود. کوتاه سخن، جبههٔ ملی از نهضت دو طبقهٔ متوسط صرفاً به صورت جنبش طبقهٔ متوسط متجدد درآمده‌بود. مصدق، کسی که خود را سنتِ زندهٔ نهضت مشروطیت می‌دید، اینک به جبر تاریخ ناچار شده بود تجربهٔ انقلاب مشروطه را تکرار کند.

## اقدامات زمان مصدق
1. موازنه منفی (قانونی برای ندادن هیچ امتیازی به دولتهای استعماری روسیه و انگلیس) در زمان وکالت در مجلس چهاردهم
2. ملی شدن شیلات و کشتیرانی در زمان وکالت در مجلس چهاردهم
3. ملی شدن صنعت نفت ایران (اکتشاف، استخراج و بازرگانی) در زمان وکالت در مجلس شانزدهم
4. اجرای قانون خلع ید از انگلیسی‌ها در صنایع نفت ایران در زمان نخست‌وزیری
5. ملی شدن مخابرات در زمان نخست‌وزیری
6. تأسیس بندر آزاد در بوشهر در زمان نخست‌وزیری
7. لایحه مجازات دادن پاسخ خلاف واقع (مجازات دروغگویی) در زمان نخست‌وزیری
8. تصویب «لایحه استقلال کانون وکلای دادگستری» در ۷ اسفند ۱۳۳۱
9. قانون استقلال دانشگاه تهران
10. تأسیس سازمان نقشه‌برداری
11. قانون صدور چک
12. ایجاد سازمان تربیت بدنی و پیشاهنگی ایران[۳۳]

## طرح‌ها و لوایح مهم دولت مصدق
1. لغو دادگاه‌های نظامی
2. قانون دادرسی و کیفر ارتش و متمم آن
3. لایحه قانون کار و تشکیل بیمه‌های اجتماعی
4. قانون بازنشستگی کشوری
5. لایحه تشکیل انجمنهای ایالتی و ولایتی
6. قانون استقلال شهرداری‌ها
7. اصلاح قانون مطبوعات
8. لایحه سد سفیدرود
9. قانون تشکیل اتاق‌های بازرگانی
10. قانون تشویق صادرات و صدور پروانه بازرگانی
11. لایحه بانک توسعه صادرات
12. تشکیل شورای عالی فرهنگ
13. لایحه و متمم قانون وصول مطالبات غیر مالیاتی دولت
14. لایحه القا عوارض در دهات
15. قانون بنگاه عمران کشور
16. لایحه تشکیل پلیس گمرک
17. لایحه استقلال کانون وکلای دادگستری
18. قانون استقلال دانشگاه تهران

برخی از این طرح‌ها در سال‌های بعد عملیاتی شدند. از جمله تشکیل انجمنهای ایالتی و ولایتی، ساخت سد سفیدرود و بانک توسعه صادرات؛ و برخی نیز بی‌درنگ پس از سرنگونی دولت او، ملغی شدند. از جمله اصلاحات حقوقی و قضایی که در دوران مصدق انجام شده بود. لایحه استقلال کانون وکلای دادگستری که در ۷ اسفندماه سال ۱۳۳۱ با استفاده از اختیارات قانونی نخست‌وزیر وقت تصویب شد به با تصویب هیئت مدیره وقت کانون وکلا عنوان روز عید استقلال کانون وکلا شناخته و در هر سال برای تجلیل از استقلال این نهاد مدنی جشن گرفته شد.

## اقتصاد در دوران دولت ملی
مصدق با توجه به تجاربش در سمت‌های مالی مانند: معاونت وزارت مالیه، ریاست کل محاسبات، عضویت در کمسیون توفیر جمع و خرج و تطبیق حواله‌ها وزارت مالی در مورد مسایل مالی دارای اطلاعات کاملی از نظر بودجه ریزی بود. او که اولین کتاب در ایران را در خصوص امور مالی و مباحث آن مانند روش‌های بودجه نویسی، تراز مالی، قوانین مربوط و مالیات و … به همراه بررسی بررسی مسایل مالی در کشورهای را تحت عنوان اصول و قواعد و قوانین مالیه در ممالک خارجه و ایران به نگارش درآورده بود از این تجارب در دوران نخست‌وزیری استفاده کرد و توانست برای اولین بار بدون اتکا به درآمد نفت در دوران حکومت خود تراز بازرگانی کشور را مثبت کرده و صادرات از واردات پیشی بگیرد. مصدق در طراحی اقتصاد بدون نفت و مقابله با تحریم‌های بریتانیا، از نظر متخصصان بین‌المللی چون یالمار شاخت(Hjalmar Schacht) نیز بهره گرفت.

### تورم
در دوران مصدق تورم به صورت تک نرخی باقی ماند. این درحالی بود که نه تنها او از درآمد نفت برای اداره کشور محروم بود بلکه هزینه سنگین حقوق چهل هزار نفر از پرسنل صنعت نفت نیز بر هزینه‌های جاری کشور افزوده شده بود.
| سال  | میزان تورم |
| ---- | ---------- |
| ۱۳۳۰ | ۸٫۳        |
| ۱۳۳۱ | ۷٫۲        |
| ۱۳۳۲ | ۹٫۲        |
| ۱۳۳۳ | ۱۵٫۹       |

### تولید و صادرات محصولات کشاورزی
درحالی‌که ایران در سال ۱۳۲۹ یکی از کشورهای واردکننده گندم و جو بود با تغییر سیاست‌ها در خصوص کشاورزی توسط دولت ملی این روند صورتی معکوس گرفت و در سال ۱۳۳۲ ایران توانست به صادرات جو و گندم مبادرت ورزد. چهارچوب اصلی سیاست دکتر مصدق در کشاورزی افزایش صادرات از طریق تولید بیشتر و کاهش واردات موادی بود که امکان تولید آن‌ها در داخل کشور وجود داشت از سوی دیگر با تزریق مالی از طریق بانک ملی و بانک کشاورزی و افزایش سرمایه بانک کشاورزی امکان تأمین اعتبار در مناطق کشاورزی را فراهم آورد و از سوی دیگر با ورود ۲ میلیون و ۴۸۰ هزار دلار از طریق موافقت نامه اصل ۴ ترومن نسبت به سرمایه‌گذاری در این بخش اقدام نمود.
جدول تغییرات تولیدات کشاورزی در سال‌های ۱۳۲۹ الی ۱۳۳۳ واحد به هزار تن
| سال              | گندم | جو   | برنج | پنبه | چای |
| ---------------- | ---- | ---- | ---- | ---- | --- |
| ۱۳۲۹             | ۲۲۸۷ | ۹۲۹  | ۵۸۴  | ۱۰۲  | ۳٫۹ |
| ۱۳۳۰             | ۲۲۶۶ | ۸۹۲  | ۳۵۹  | ۱۰۸  | ۴   |
| ۱۳۳۱             | ۲۷۷۱ | ۱۱۰۶ | ۵۴۱  | ۱۲۹  | ۴٫۱ |
| ۱۳۳۲             | ۲۸۰۰ | ۱۰۶۵ | ۶۵۸  | ۱۸۰  | ۴   |
| ۱۳۳۳             | ۲۵۵۹ | ۱۸۶۷ | ۵۲۸  | ۲۴۰  | ۵   |
| رشد ۱۳۲۹ به ۳۱۳۲ | ۲۲٫۴ | ۱۴٫۶ | ۱۲٫۶ | ۷۶٫۴ | ۲٫۵ |

جدول صادرات محصولات کشاورزی (واحد تن)
| سال  | جو    | گندم | برنج  |
| ---- | ----- | ---- | ----- |
| ۱۳۲۹ | --    | --   | ۱۳۷۷۶ |
| ۱۳۳۰ | ۳۳۷۵  | --   | ۲۵۱۶۶ |
| ۱۳۳۱ | ۱۵۳۵۱ | --   | ۶۲۱۸۵ |
| ۱۳۳۲ | ۱۲۵۰۴ | ۴۸۰  | ۴۸۹۹۹ |

جدول واردات محصولات کشاورزی (واحد تن)
| سال  | جو | گندم   | برنج |
| ---- | -- | ------ | ---- |
| ۱۳۲۹ | ۳۵ | ۱۰۷۴۱۴ | ۹۴   |
| ۱۳۳۰ | -- | ۱۰۶۷   | ۷۵   |
| ۱۳۳۱ | -- | ۴۹     | ۳۱   |
| ۱۳۳۲ | ۲  | ۲۳     | ۱۸   |

## کودتای ۲۸ مرداد و سقوط دولت مصدق
در تاریخ ۲۵ مرداد ۱۳۳۲ نخستین اقدام برای کودتا صورت می‌گیرد که با دستگیری سرهنگ نصیری خنثی می‌شود. در روز ۲۸ مرداد کودتای دیگری صورت می‌گیرد که منجر به سقوط دولت مصدق و نخست‌وزیری تیمسار زاهدی می‌گردد. در این کودتا افسران اطلاعاتی آمریکا و انگلیس و نفرات لجستیک سفارت آمریکا و حمایت دولت ایالات متحده آمریکا نیز دخیل بودند. کودتا ضد دولت مصدق پس از آن امکان‌پذیر شد که ابتدا دولت آمریکا طی عملیاتی به نام «عملیات آژاکس» ایران را در آشوب و هرج و مرجی فروبرد که راه را برای سقوط مصدق هموار کرد.